# پرتره سوزان بلوخ
پرتره سوزان بلوخ (انگلیسی: Portrait of Suzanne Bloch) یک نقاشی پرتره رنگ روغن از پابلو پیکاسو است. این اثر متعلق به سال ۱۹۰۴ میلادی است.